# Rožnata čeladica
Rožnata čeladica (znanstveno ime Mycena rosella) je gliva iz rodu čeladic (Mycena).

## Značilnosti
Klobuk je širok od 0,5 do 1,5 cm. Najprej je zvonasto stožčast ali polkroglast, pozneje se razširi in na sredini topo izboči; je nežno rožnate ali rožnato rdečkaste barve, ki v starosti postane temno rdeča. V sredini je temnejša, površina pa je žarkasto nagubana.
Bet je visok od 2,5 do 5 in razmeroma tanek: od 0,7 do 1,5 mm, valjast, votel, krhek, mrežast, pri dnu rahlo odebeljen. Prozorna, bledo rožnata osnova je prekrita z belkastimi ali rumenkastimi dlačicami.
Lističi so redki in priraščeni. Včasih se zelo kratko spuščajo po betu. So bledo roza barve, ostrinka je temno roza. Ta čeladica pripada skupini Calodontes, za katero je značilna ostrinka, ki je obarvana drugače kot ostala površina lističa in je v tem primeru rožnata.
Meso je zelo tanko in je neizrazitega vonja ter milega okusa.

## Razširjenost in življenjski prostor
Raste poleti in jeseni, v velikih skupinah tudi po več tisoč primerkov, kot saprofit na plasti odpadlih iglic v iglastih, predvsem smrekovih in jelovih gozdovih.

## Mikroskopske značilnosti
Trosni odtis je bel. Trosi so eliptične do valjaste oblike, amiloidni in merijo 7,5–10 x 4–5 μm.

## Podobne vrste
- Navadna čeladica (Mycena vulgaris) je podobna in ima enako rastišče, le da se njeni lističi rahlo spuščajo po betu in ima siv ali sivorjav klobuk.
- Strupena čeladica (Mycena rosea) je večja in nima rožnate ostrinke.
- Redkvičasta čeladica (Mycena pura) ima vonj po redkvici.

## Uporabnost
Neužitna. Nepomembna zaradi majhnosti.
Iz rožnatih čeladic so izolirali 2 alkaloida s strukturo brez primere, ki sta dobila imeni Rosellin A in Rosellin B. Prvi je pokazal herbicidno delovanje, kar verjetno pomeni, da ima vlogo pri zaščiti pred plenilci.

## Galerija slik
- Ilustracija
- Rožnate čeladice